# Dottrina Dahiya
La dottrina Dahiya, o dottrina Dahya, è una strategia militare di guerra asimmetrica, delineata dall'ex capo di stato maggiore delle forze di difesa israeliane (IDF) Gadi Eizenkot, che comprende la distruzione delle infrastrutture civili di regimi ritenuti ostili come una misura calcolata per negare ai combattenti l'uso di tale infrastruttura  e che approva l'impiego di una "forza sproporzionata" per raggiungere tale scopo.
La dottrina prende il nome dal quartiere Dahieh di Beirut, dove Hezbollah aveva il quartier generale durante la guerra del Libano del 2006. Il quartiere venne poi pesantemente danneggiato dall'IDF.

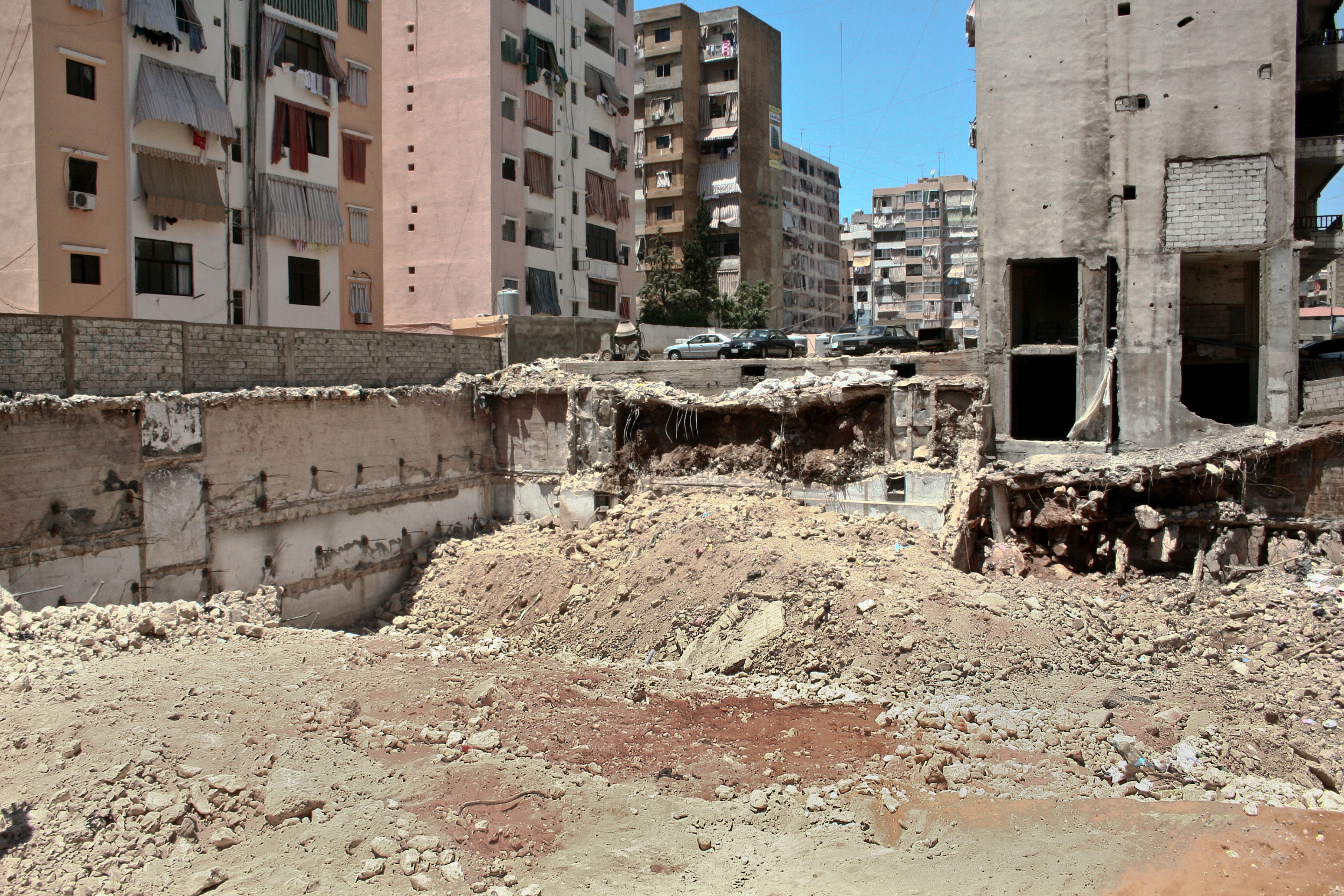
Cratere a Dahieh nel 2008, due anni dopo la guerra del Libano (2006)

## Storia

### Guerra del Libano del 2006
Il primo annuncio pubblico della dottrina è stato fatto dal generale Gadi Eizenkot, comandante del fronte settentrionale dell'IDF, nell'ottobre 2008. Ha detto che ciò che è accaduto nel quartiere Dahya (anche traslitterato come Dahiyeh e Dahieh) di Beirut nel 2006 sarebbe: “accaduto in ogni villaggio da cui sono stati sparati colpi in direzione di Israele. Eserciteremo un potere sproporzionato contro [loro] e causeremo danni e distruzioni immensi. Dal nostro punto di vista, queste sono basi militari. [...] Questo non è un suggerimento. È un piano che è già stato autorizzato. [...] Danneggiare la popolazione è l'unico mezzo per frenare Nasrallah." 
Secondo l’analista Gabi Siboni dell’Istituto israeliano per gli studi sulla sicurezza nazionale:
Dahya era il quartiere sciita di Beirut che fu raso al suolo dall'aeronautica israeliana durante la guerra del Libano del 2006, il giornalista israeliano Yaron London scrisse nel 2008 che la dottrina "diventerà radicata nel nostro discorso sulla sicurezza".

### Guerra di Gaza
Alcuni analisti hanno sostenuto che Israele abbia implementato una tale strategia durante la guerra di Gaza del 2008-2009, seguendola dottrina contenuta nel rapporto Goldstone, il quale concludeva che la strategia israeliana era "progettata per punire, umiliare e terrorizzare una popolazione civile".
La commissione d'inchiesta delle Nazioni Unite del 2009 sul conflitto di Gaza fa diversi riferimenti alla dottrina Dahya, definendola come un concetto che richiede l'applicazione di una "distruzione diffusa come mezzo di deterrenza" e che implica "l'applicazione di una forza sproporzionata e la creazione di grandi danni e distruzioni alle proprietà e alle infrastrutture civili, e sofferenze alle popolazioni." Ha poi concluso che la dottrina era stata messa in pratica durante il conflitto. Tuttavia, in un editoriale del 1 aprile 2011, uno degli autori principali del rapporto, il giudice Richard Goldstone, ha affermato che alcune delle sue conclusioni avrebbero potuto essere diverse se il governo israeliano avesse collaborato con la sua squadra durante le indagini. L'editoriale è stato interpretato da alcuni come una ritrattazione del rapporto e delle sue conclusioni. I tre coautori di Goldstone: Hina Jilani, Christine Chinkin e Desmond Travers sono stati fortemente critici nei confronti della dichiarazione di Goldstone, tanto da rilasciare una dichiarazione congiunta a sostegno del rapporto, affermando in risposta alle molteplici pressioni di dover modificare le loro conclusioni: "se avessimo ceduto alle pressioni provenienti da qualsiasi parte per rendere conto delle nostre conclusioni, avremmo commesso una grave ingiustizia nei confronti delle centinaia di civili innocenti uccisi durante il conflitto di Gaza, delle migliaia di feriti e delle centinaia di migliaia di persone le cui vite continuano ad essere profondamente colpite dal conflitto e dal blocco".
La dottrina è stata definita all’interno di un rapporto del 2009 del Comitato pubblico contro la tortura in Israele come segue: "L'approccio militare espresso nella dottrina Dahiye riguarda il combattimento asimmetrico contro un nemico che non è un esercito regolare ed è radicato nella popolazione civile; il suo obiettivo è quello di evitare una guerriglia di lunga durata. Secondo questo approccio Israele deve impiegare una forza enorme, sproporzionata rispetto alla portata delle azioni del nemico." Il rapporto sostiene inoltre che la dottrina è stata pienamente implementata durante l'operazione Piombo Fuso contro la Striscia di Gaza tra il 2008 e il 2009.

## Criticità
Richard Falk ha scritto che secondo tale dottrina "le infrastrutture civili di avversari come Hamas o Hezbollah sono trattate come obiettivi militari ammissibili, il che non è solo un'aperta violazione delle norme più elementari del diritto di guerra e della moralità universale, ma la confessione di una dottrina della violenza che occorre chiamare con il suo nome proprio: terrorismo di Stato." 